# Wiesenbach, Günzburg
Wiesenbach là một đô thị ở huyện Günzburg bang Bayern thuộc nước Đức.